# Köprülü, Gündoğmuş
Köprülü là một thị trấn thuộc huyện Gündoğmuş, tỉnh Antalya, Thổ Nhĩ Kỳ. Dân số thời điểm năm 2011 là 684 người.